# Phyllachora hibisci
Phyllachora hibisci är en svampart som beskrevs av Rehm 1897. Phyllachora hibisci ingår i släktet Phyllachora och familjen Phyllachoraceae.   Inga underarter finns listade i Catalogue of Life.